# Acharnés
Ne doit pas être confondu avec le dème antique d'Acharnes.
Pour la série télévisée, voir Acharnés (série télévisée).
Acharnés, en grec moderne : Αχαρνές, est une ville et un dème de l'Attique en Grèce. C'est l'une des anciennes municipalités d'Athènes, appelée Acharnes (en grec ancien : Ἀχαρναί), appartenant à la tribu des Œnéides.

## Géographie
La localité est située au nord-est de l'Attique et fait partie du complexe urbain d'Athènes-Le Pirée (el). 
La partie nord du  dème est couverte par le massif montagneux boisé de Parnès. 
La partie sud se trouve dans la plaine d'Athènes et est densément peuplée. 
L'agglomération d'Acharnés, dans cette partie sud de la commune, est en continuité avec celle des banlieues adjacentes à l'ouest, à l'est et au sud.
Le centre d'Acharnés se trouve à 11 kilomètres au nord du centre-ville d'Athènes. 
Les deux autres agglomérations du  dème , Thrakomakedónes et Varybóbi, sont situées plus au nord, sur les contreforts du Parnès.
La ville d'Acharnés à une superficie de 146,406 km2, le dème a une superficie de 149,956 km2.

## Population
Selon le recensement de 2011, la population du dème s'élève à 100 743 habitants tandis que celle de la ville compte 99 346 habitants.
| 1981   | 1991   | 2001   | 2011    |
| ------ | ------ | ------ | ------- |
| 41 068 | 61 352 | 75 341 | 100 743 |

| 2021    | - | - | - |
| ------- | - | - | - |
| 100 857 | - | - | - |

## Transports

### Transport ferroviaire
Acharnes est traversée par plusieurs voies ferrées importantes, la 
ligne du Pirée à Platy (en) et la ligne de l'Aéroport d'Athènes à Patras (en)
C'est à Acharnés qu’est construit (en 2007-2009) l'important nœud ferroviaire SKA du réseau régional Proastiakós qui est le principal carrefour ferroviaire de l'Attique.
Deux autres gares de la municipalité sont la gare d'Acharnes (en)  et la gare de Kato Acharnes (en), toutes deux sur la  ligne du Pirée à Platy (en).

### Liaisons routières
Acharnés est desservie par l'autoroute A6 et par l'autoroute A1.